# Hidrozous
Els hidrozous (Hydrozoa) són una classe de l'embrancament dels cnidaris que presenten espècies principalment marines i algunes d'aigua dolça. La majoria presenta alternança de generacions, amb pòlips bentònics asexuals i meduses planctòniques sexuals, encara que algunes espècies només en presenta una.
 En la majoria dels casos, els pòlips formen colònies, moltes vegades polimòrfiques (amb individus modificats per a desenvolupar diverses funcions) i revestides d'un exoesquelet quitinós. En els casos en què hi ha meduses lliures, acostumen a ser de mida petita i amb vel. El grup dels hidrozous comprèn unes 3.758 espècies.

## Anatomia
La majoria d'espècies d'hidrozous inclouen etapes de pòlip i medusa en els seus cicles vitals, encara que no totes.

### Hidropòlips
La forma d'hidroïd és generalment colonial, amb múltiples pòlips connectats. La cavitat buida al centre del pòlip s'estén cap als individus associats, de manera que tots els individus de la colònia estan íntimament connectats. Quan l'extensió transcorre al llarg del substrat, forma un estoló amb forma d'arrel horitzontal que ancora la colònia al fons.

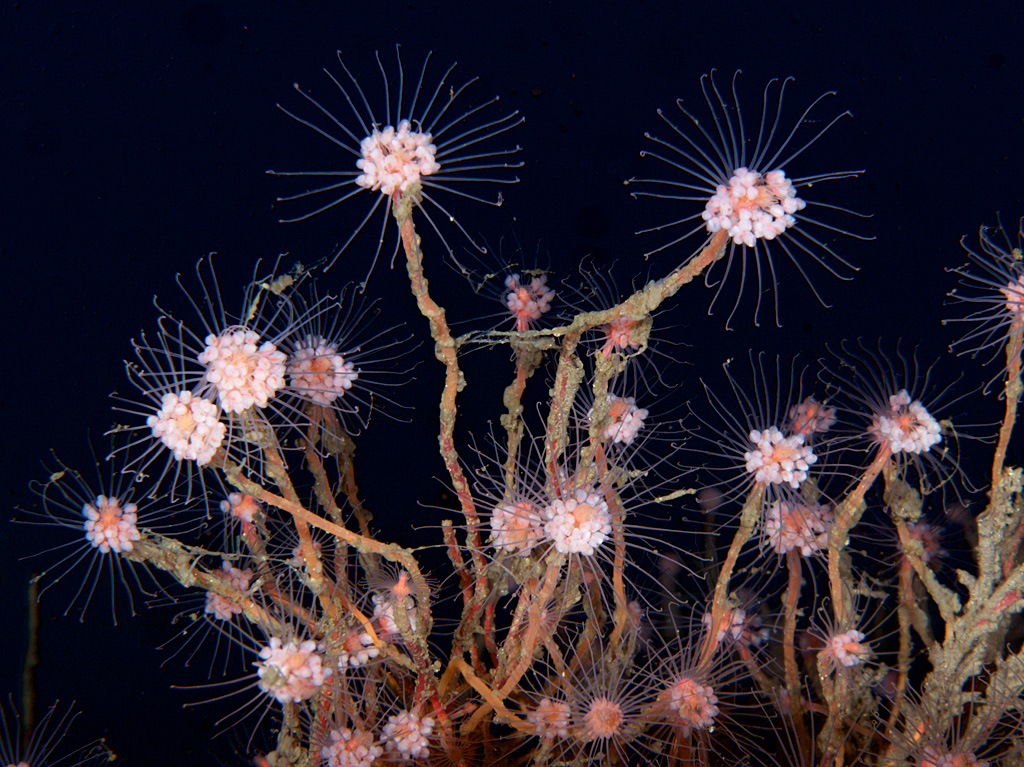
Tubularia indivisa, a Gulen Dive resort, Noruega.

Les colònies són generalment petites, de no més d'uns pocs centímetres, encara que alguns sifonòfors poden assolir mides de fins alguns metres. Poden tenir una aparença d'arbre o ventilador, depenen de l'espècie. Els propis pòlips solen ser minúsculs, encara que algunes espècies no colonials són molt més grossos, arribant als 9 centímetres, o, en el cas de Brancocerianthus, uns notables 2 metres.
L'hidrocauli (la tija simple o ramificada d'un hidroïd) sol estar envoltat per una beina de quitina i proteïnes anomenada perisarc. En algunes espècies, això s'estén cap amunt per tancar també part dels pòlips, en alguns casos incloent una tapa, que es pot tancar, a través de la qual el pòlip pot estendre els seus tentacles.
En qualsevol colònia, la majoria dels pòlips estan especialitzats en l'alimentació. Aquests tenen un cos més o menys cilíndric amb una boca terminal en una protuberància elevada anomenada hipostoma, envoltada d'una sèrie de tentacles. El pòlip conté una cavitat central, on té lloc la digestió inicial. El menjar digerit parcialment es pot passar al hidrocauli per distribuir-lo al voltant de la colònia i completar el procés de digestió. A diferència d'altres grups de cnidaris, el revestiment de la cavitat central no té cnidòcits, els quals només es troben als tentacles i a la superfície exterior.
Totes les colònies d'hidrozous també inclouen pòlips especialitzats en la reproducció. Aquests no tenen tentacles i contenen nombrosos brots a partir dels quals s'assoleix la forma de medusa. La distribució i tipus d'aquests pòlips varia considerablement entre diferents grups.
A més d'aquests tipus bàsics de pòlips, unes poques espècies colonials tenen altres formes especialitzades. En algunes espècies trobem pòlips defensius, armats amb un gran nombre de punxes. En d'altres, un pòlip pot desenvolupar-se com un flotador gran al qual s'enganxen els altres pòlips, permetent que la colònia es desplaci en lloc d'estar ancorada a una superfície sòlida.

### Hidromeduses

Morfologia d'una hidromedusa
1.- Ectodermis; 2.- Mesoglea; 3.- Gastrodermis; 4.- Estómac; 5.- Canal radial; 6.- Canal circular; 7.- Tentacle; 8.- Vel; 9.- Anell nerviós extern; 10.- Anell nerviós intern; 11.- Gònada; 12.- Manubri; 13.- Boca; 14.- Exombrel·la; 15.- Subombrel·la.

Els hidrozous amb forma de medusa són més petits que les típiques meduses, variant en diàmetre entre els 0,5 i 6 centímetres. Malgrat que la majoria d'hidrozous tenen una etapa de medusa, no sempre són de vida lliure, i en moltes espècies només existeixen com a brot reproductiu a la superfície de la colònia. De vegades, aquests brots poden estar tan degenerats que no tenen tentacles o boca i formen essencialment una gònada aïllada.
El cos està format per un paraigua amb forma de cúpula envoltat de tentacles. Una estructura de tub penja del centre del paraigua, i inclou la boca a la punta. La majoria d'aquests hidrozous tenen només quatre tentacles, encara que existeixen diverses excepcions. En els tentacles i al voltant de la boca hi ha fiblons.
La boca condueix a la cavitat estomacal central. Quatre canals radials connecten l'estómac a un canal circular addicional que hi ha al voltant de la base de la campana, just per sobre dels tentacles. Fibres musculars estriades també s'alineen al voltant de la campana, permetent que l'animal es mogui, contraient i relaxant alternativament el cos. Una capa addicional de teixit, que es troba just a l'interior del llom, estreny l'obertura de la base del paraigua, augmentant així la força del doll d'aigua expulsat.
El sistema nerviós és inusualment avançat per als cnidaris. Dos anells nerviosos, que es troben prop de l'extrem de la campana, envien fibres als músculs i tentacles. S'ha documentat que el gènere Sarsia posseeix ganglis organitzats. Nombrosos òrgans sensorials estan estretament relacionats amb els anells nerviosos. La majoria són simples terminacions nervioses sensorials, encara que també inclouen estatocists i ocel·ls primitius sensibles a la llum.

## Cicle vital
Les colònies d'hidroïds són generalment dioiques, el qual vol dir que cada colònia és masculina o femenina, i rarament estan presents ambdós sexes en una mateixa colònia. En algunes espècies, dels pòlips reproductius, coneguts com a gonozoids brollen meduses produïdes asexualment. Aquestes meduses petites i noves (que poden ser masculines o femenines) maduren i alliberen al mar gàmetes, en la majoria dels casos. Els zigots esdevenen larves que neden lliurement o larves que s'estableixen en un substrat adequat, o neden i es desenvolupen formant una altra medusa o un pòlip directament. Entre els hidrozous colonials troben colònies de sifonòfors, Hydractinia, Obelia, i molts d'altres.
En les espècies d'hidrozous amb etapes de pòlip i medusa, l'etapa de medusa és la fase de reproducció sexual. Les meduses es coneixen com a hidromeduses. La majoria d'aquestes hidromeduses tenen una vida més curta que la dels escifozous. Algunes espècies d'hidromedusa alliberen gàmetes poc després d'haver-se alliberat dels hidroïds (com en el cas dels coralls de foc), que viuen només unes poques hores, mentre que altres espècies d'hidromedusa creixen i s'alimenten en el plàncton durant mesos, abans que el seu subministrament d'aliments o altres condicions de l'aigua es deteriorin i causin la seva desaparició.

## Sistemàtica

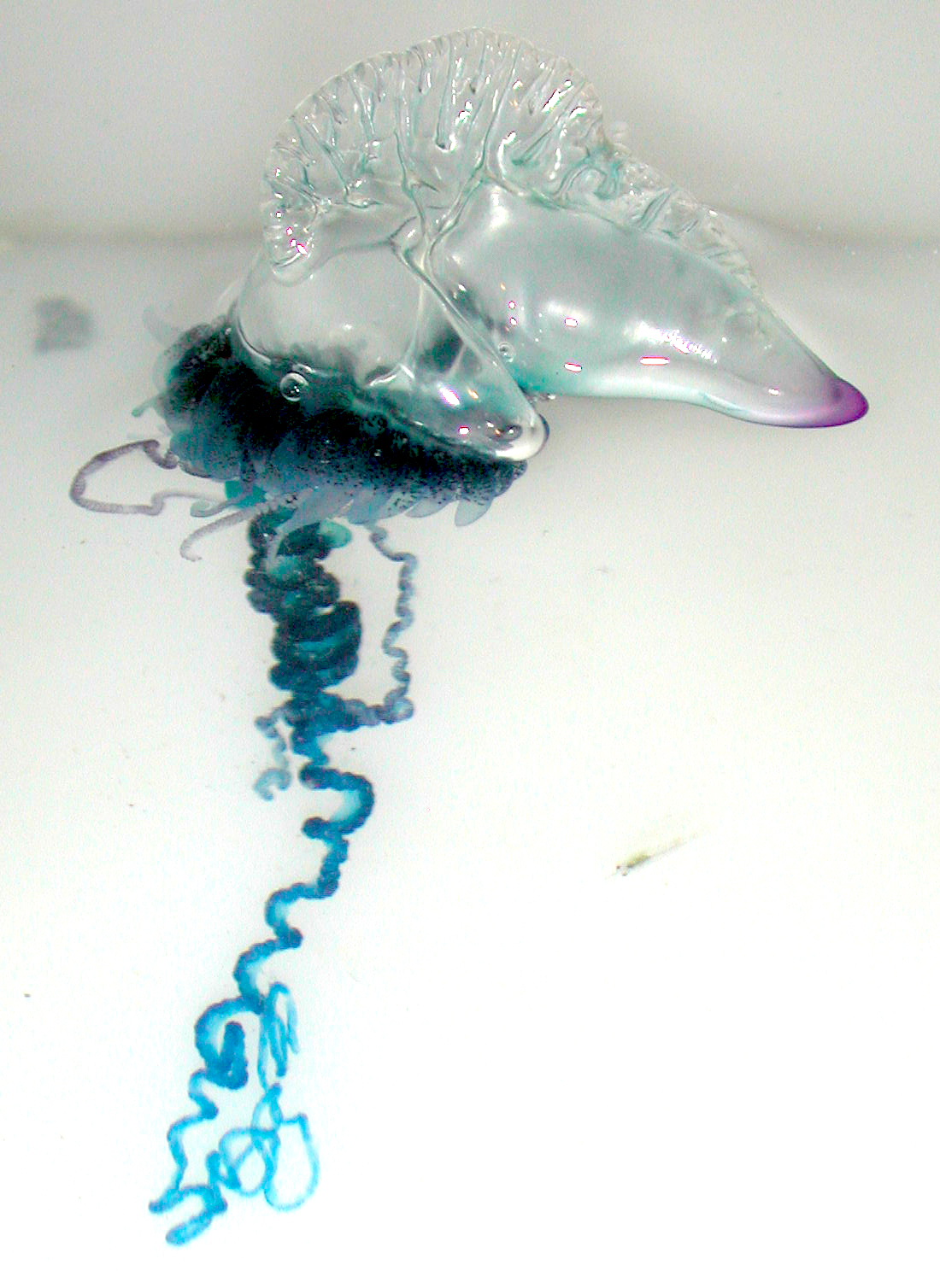
Sifonòfors altament apomorfics, com aquest Physalia physalis han estat molt confosos pels investigadors.

La sistemàtica dels hidrozous és molt complexa. Des de finals del segle xix s'han proposat diversos enfocaments, molt discutits, alhora de representar les seves interrelacions. Recentment sembla que comença a produir-se un consens.
Històricament, els hidrozous es dividien en diversos ordres, en funció dels seu creixement i la seva reproducció. Entre aquests, probablement els més conegut va ser l'anomenat Hydroida, però aquest grup és parafilètic, unit per característiques plesiomòrfiques (ancestrals). Altres d'aquests ordres van ser els antoatecats, els actinúlids, les laingiomeduses, els polipodiozous, els sifonòfors i els traquilins.
A partir de les dades moleculars i  morfològica disponibles, els sifonòfors, per exemple, eren hidroïds altament especialitzats, mentre que les limnomeduses, presumiblement un subordre d'hidroïds, eren simplement hidrozous molt primitius no estretament relacionats amb els altres hidroïds. Així doncs, els hidrozous estan actualment, almenys temptativament, dividits en dues subclasses, els hidroïdolinis (que contenen la major part dels anteriors hidroïds i els sifonòfors) i els traquilins, que conté els altres (incloses les limnomeduses). El monofiletisme de diversos dels presumptes ordres de cada subclasse encara necessita verificació.
Segons aquesta classificació, els hidrozous es subdivideixen de la següent forma:
- Subclasse Hydroidolina
  - Ordre Anthoathecata (= Anthomedusae, Athecata(e), Stylasterina(e)) — inclou les laingoimeduses malgrat que cal confirmar la monofilia
  - Ordre Leptothecata (= Leptomedusae, Thecaphora(e), Thecata(e))
  - Ordre Siphonophorae
- Subclasse Trachylinae
  - Ordre Actinulida
  - Ordre Limnomedusae — cal confirmar la monofilia; ubicat aquí tentativament
  - Ordre Narcomedusae
  - Ordre Trachymedusae — cal confirmar la monofilia

L'ITIS i Worms fan servir el mateix sistema, encara que no utilitzen el nom més antic disponible d'alguns d'aquests grups.
A més, hi ha un estrany cnidari paràsit, Polypodium hydriforme, que viu a dins les cèl·lules de l'amfitrió. Algunes classificacions el col·loquen dins els hidrozous, però en realitat les seves relacions es tracten preferentment com sense resoldre de moment, a causa que una anàlisi de la seqüència de l'ARN ribosòmic 18S va mostrar que estava més a prop dels mixozous. Tradicionalment es col·locava dins la seva pròpia classe, la dels polipodiozous. Sovint aquesta visió es considera que reflecteix les incerteses que envolten aquesta espècie tant diferenciada.